# Liste der Straßennamen von Gengenbach

Wappen von Gengenbach

Die Liste der Straßen in Gengenbach führt die Namen aller Straßen im Gebiet der Gemeinde Gengenbach im baden-württembergischen Ortenaukreis in Deutschland.
Sie ist nach der Kernstadt, den drei Ortsteilen Bermersbach, Reichenbach und Schwaibach geordnet.

Innerhalb der Ortsteile ist die Liste nach Straßennamen alphabetisch sortiert.

## Liste nach Ortsteilen
| Straße                            | Namensherkunft                                                                                     | Bemerkung | Verlauf | Haus- nummern                                   |            | Lage (öffnet Karte) |            |
| Gengenbach                        | Gengenbach                                                                                         | Gengenbach | Gengenbach | Gengenbach                                      | Gengenbach | Gengenbach          | Gengenbach |
| --------------------------------- | -------------------------------------------------------------------------------------------------- | --- | --- | ----------------------------------------------- | ---------- | ------------------- | ---------- |
| Adlergasse                        | | | |                                                 |            | 48.403571 8.01506   |            |
| Alter Spitalweg                   | | | Verbindet die Leutkirchstraße in einem Bogen mit der Schillerstraße | 1 bis 4, 6, 7, 9, 11                            |            | 48.408391 8.008019  |            |
| Am Amselberg                      | Der Name geht auf den Flurnamen „Am Amselberg“ zurück                                              | Liegt auf den Gemarkungen Gengenbach und Reichenbach                                                                         | |                                                 |            | 48.415979 8.007901  |            |
| Am Erhard-Schrempp-Schulzentrum   | Benannt nach dem ehemaligen Bürgermeister und Landtagsabgeordneten Erhard Schrempp                 | Hieß früher „Am Bresteberg“                                                                                                  | | 1                                               |            | 48.396998 8.017917  |            |
| Am Felseneck                      | Benannt nach der in der Straße gelegenen Villa Felseneck                                           | | Stichstraße der Einachstraße |                                                 |            | 48.401591 8.024754  |            |
| Am Hofberg                        | | | |                                                 |            | 48.404751 8.013687  |            |
| Am Krähenäckerle                  | Der Name geht auf den Flurnamen „Auf dem Krähenäckerle“ zurück                                     | | Stichstraße der Leutkirchstraße | 1 bis 8, 10, 12, 14                             |            | 48.409723 8.008465  |            |
| Am Nollenköpfle                   | Der Name stammt vom naheliegenden Waldgebiet „Nollenwald“, zudem liegt die Straße oben am Berg     | | Stichstraße der Nollenstraße |                                                 |            | 48.411745 8.011882  |            |
| Am Winzerkeller                   | | Dient auch als Abfahrt von der B33 aus Richtung Hausach, hätte laut Bebauungsplan eigentlich "Börsiglachenweg" heißen sollen | Stichstraße der Berghauptener Straße |                                                 |            | 48.398839 8.011463  |            |
| An der Schneckenmatt              | Benannt nach dem angrenzenden Park                                                                 | | |                                                 |            | 48.403979 8.020068  |            |
| Auf dem Abtsberg                  | Der Name geht auf den Flurnamen „Am Abtsberg“ und den „Abtshof“ zurück                             | | |                                                 |            | 48.402134 8.028436  |            |
| Auf dem Bergle                    | | | |                                                 |            | 48.407071 8.018212  |            |
| Bahnhofstraße                     | Straße führt am Gengenbacher Bahnhof vorbei                                                        | Ein Teil der Bahnhofsstraße hätte laut Bebauungsplan eigentlich "Poststraße" heißen sollen                                   | |                                                 |            | 48.405211 8.009977  |            |
| Benedikt-von-Nursia-Straße        | Benannt nach dem Heiligen Benedikt von Nursia                                                      | | verbindet die Einach- bzw. Friedrichstraße mit der Klosterstraße |                                                 |            | 48.403599 8.017791  |            |
| Berghauptener Straße              | Benannt nach der Nachbargemeinde Berghaupten, in deren Richtung die Straße führt                   | | verbindet die Brückenhäuserstraße mit der Gemeinde Berghaupten |                                                 |            | 48.40031 8.011844   |            |
| Binzmattstraße                    | Benannt nach dem Wohnplatz Binzmatt auf Reichenbacher Gemarkung                                    | | |                                                 |            | 48.413184 8.009167  |            |
| Blumenfeldstraße                  | Der Name geht auf den Flurnamen „Im Blumenfeld“ zurück                                             | | verbindet die Brückenhäuserstraße über die Hansjakobstraße mit In der Börsiglache |                                                 |            | 48.399815 8.015497  |            |
| Brambachstraße                    | | | |                                                 |            | 48.396877 8.025808  |            |
| Brenngässle                       | | | |                                                 |            | 48.405416 8.015159  |            |
| Breslauer Straße                  | Name kommt von der heute polnischen Stadt Breslau                                                  | Liegt auf den Gemarkungen Gengenbach und Reichenbach                                                                         | |                                                 |            | 48.414722 8.00748   |            |
| Brückenhäuserstraße               | Name kommt von der in Gengenbach aufgegangenen Siedlung Brückenhäuser                              | | |                                                 |            | 48.398943 8.018598  |            |
| Bürgermeister-Herb-Straße         | Benannt nach dem ehemaligen Bürgermeister August Herb                                              | | |                                                 |            | 48.398173 8.016447  |            |
| Carl-Isenmann-Straße              | | | |                                                 |            | 48.411756 8.010696  |            |
| Einachstraße                      | Benannt nach dem Wohnplatz Einach auf Gengenbacher Gemarkung                                       | | |                                                 |            | 48.401835 8.023324  |            |
| Engelgasse                        | | Hieß bis 1877 Judengasse, da hier viele Juden lebten                                                                         | |                                                 |            | 48.404671 8.01388   |            |
| Eugen-Klaussner-Straße            | Benannt nach dem Gründer der HUKLA-Werken Eugen Klaussner                                          | | |                                                 |            | 48.395256 8.023158  |            |
| Feuergasse                        | | | |                                                 |            | 48.403256 8.014754  |            |
| Flößerstraße                      | Name geht auf die Flößerei auf der Kinzig zurück                                                   | | |                                                 |            | 48.395986 8.024526  |            |
| Franz-Beer-Straße                 | Benannt nach Franz Beer, dem Architekt, der für den Neubau der Klosteranlage verantwortlich war    | | |                                                 |            | 48.399609 8.016962  |            |
| Friedenstraße                     | | | |                                                 |            | 48.409274 8.017139  |            |
| Friedrichstraße                   | | | verbindet die Kreuzung Leutkirch-, Graben- und Hauptstraße mit der Kreuzung Einach- und Benedikt-von-Nursia-Straße |                                                 |            | 48.4027 8.014258    |            |
| Gänsbühl                          | | | Bildet einen Bogen von und zur Victor-Kretz-Straße |                                                 |            | 48.405182 8.015521  |            |
| Gartenstraße                      | | | |                                                 |            | 48.405473 8.012823  |            |
| Grabenstraße                      | Hier lag wohl der Schutzgraben um die Stadtmauern                                                  | | |                                                 |            | 48.405067 8.013641  |            |
| Grimmelshausenstraße              | | | |                                                 |            | 48.409466 8.016149  |            |
| Grünstraße                        | | | |                                                 |            | 48.402682 8.013303  |            |
| Hansjakobstraße                   | | | verbindet Am-Erhard-Schrempp-Schulzentrum mit der Blumenfeldstraße |                                                 |            | 48.398629 8.016222  |            |
| Hauptstraße                       | | Hieß während der NS-Zeit Adolf-Hitler-Straße                                                                                 | Verbindet die Kreuzung Leutkirch-, Graben- und Friedrichstraße durch das Kinzigtor mit der Kreuzung Brückenhäuser- und Friedrichstraße                                                                                                   |                                                 |            | 48.40382 8.015564   |            |
| Hinterdorfstraße                  | Name geht auf das Gewann Hinterdorf zurück                                                         | | |                                                 |            | 48.406836 8.015951  |            |
| Höllengasse                       | | | |                                                 |            | 48.404374 8.014129  |            |
| Im Fischerfeld                    | Der Name geht auf den Flurnamen „Im unteren Fischerfeld“ und „Die Fischermatt“ zurück              | | |                                                 |            | 48.399048 8.019078  |            |
| Im Sägegrün                       | Der Name geht auf den Flurnamen „Der Sägegrün“ zurück                                              | | |                                                 |            | 48.404203 8.009157  |            |
| In der Börsiglache                | Der Name geht auf den Flurnamen „In der Börsiglache“ zurück                                        | | |                                                 |            | 48.398451 8.014162  |            |
| Johann-Peter-Hebel-Straße         | Benannt nach dem Dichter Johann Peter Hebel                                                        | | |                                                 |            | 48.410239 8.017606  |            |
| Kinzigpark                        | Benannt nach der parallel verlaufenden Kinzig                                                      | Liegt auf den Gemarkungen Gengenbach und Reichenbach                                                                         | |                                                 |            | 48.411101 7.999564  |            |
| Klosterstraße                     | | | |                                                 |            | 48.403546 8.016492  |            |
| Kolpingstraße                     | | | |                                                 |            | 48.413476 8.008486  |            |
| Lambert-von-Büren-Straße          | | | | 1 bis 4                                         |            | 48.399059 8.016787  |            |
| Leutkirchstraße                   | Benannt nach der „Leutkirche“, der St. Martinskirche                                               | Hieß früher „Kinzigthalstraße“, hieß während der NS-Zeit „Robert-Wagner-Straße“                                              | |                                                 |            | 48.407708 8.009967  |            |
| Ludwig-Auerbach-Straße            | Benannt nach dem Schriftsteller Ludwig Auerbach                                                    | | |                                                 |            | 48.411485 8.009103  |            |
| Marie-Juchacz-Straße              | Benannt nach Reichtagsmitglied Marie Juchacz                                                       | | |                                                 |            | 48.414903 8.007478  |            |
| Marta-Schanzenbach-Weg            | Benannt nach der Bundestagabgeordneten und Ehrenbürgerin Marta Schanzenbach                        | | |                                                 |            | 48.398403 8.020379  |            |
| Mattenhofweg                      | Benannt nach dem gleichnamigen Ausbildungszentrum                                                  | | Stichstraße der Oberdorfstraße |                                                 |            | 48.412183 8.026264  |            |
| Mercyscher Hof                    | Benannt nach dem gleichnamigen Gasthaus und dem Flurnamen „Mercische Bühnd“                        | | |                                                 |            | 48.404999 8.014542  |            |
| Nollenstraße                      | Der Name stammt vom naheliegenden Waldgebiet „Nollenwald“                                          | | |                                                 |            | 48.410463 8.013228  |            |
| Oberdorfstraße                    | | | |                                                 |            | 48.40832 8.018534   |            |
| Obernai-Platz                     | Benannt nach der französischen Partnergemeinde Obernai                                             | | Liegt auf einem Platz in der Höllengasse |                                                 |            | 48.404573 8.014744  |            |
| Otto-Ernst-Sutter-Weg             | Benannt nach dem Ingenieur und Schriftsteller Otto Ernst Sutter                                    | | |                                                 |            | 48.404399 8.021463  |            |
| Parkweg                           | | | |                                                 |            | 48.408943 8.011136  |            |
| Pfarrer-Eberwein-Weg              | Benannt nach dem Stadtpfarrer und Ehrenbürger Helmut Eberwein                                      | | |                                                 |            | 48.413696 8.00707   |            |
| Quintenzstraße                    | | Hätte laut Bebauungsplan eigentlich "Börsiglachenweg" heißen sollen                                                          | |                                                 |            | 48.399787 8.013977  |            |
| Rebhalde                          | | | Stichstraße des Wolfsweg |                                                 |            | 48.410798 8.014371  |            |
| Scheffelstraße                    | Benannt nach Joseph Victor von Scheffel                                                            | | Verbindet die Bahnhofstraße mit der Leutkirchstraße |                                                 |            | 48.406224 8.010291  |            |
| Schillerstraße                    | Benannt nach Friedrich Schiller                                                                    | | Verbindet die Bahnhofstraße mit der Leutkirchstraße |                                                 |            | 48.40796 8.00829    |            |
| Schwedenstraße                    | Der Name geht auf die schwedische Belagerung Gengenbachs während des Dreißigjährigen Kriegs zurück | | Verbindet die Oberdorfstraße mit dem Otto-Ernst-Sutter-Weg |                                                 |            | 48.405674 8.017085  |            |
| Siedlung                          | | | Zweigt von Breslauer Straße links ab und führt in einem Bogen zu Am Amselberg |                                                 |            | 48.414378 8.005015  |            |
| Unteres Ziegelfeld                | Der Name geht auf den Flurnamen „Unteres Ziegelfeld“ zurück                                        | | | 1 und 2                                         |            | 48.396912 8.00538   |            |
| Victor-Kretz-Straße               | Benannt nach Victor Kretz, dem Architekten des Rathauses                                           | | Verbindet die Hauptstraße durch das Obertor mit dem Oberdorf |                                                 |            | 48.404522 8.0155    |            |
| Von-Bender-Straße                 | | | Verbindet die Bürgermeister-Herb-Straße mit Am Erhard-Schrempp-Schulzentrum |                                                 |            | 48.398163 8.018311  |            |
| Weiherfeldstraße                  | Der Name geht auf den Flurnamen „Im Weier“ zurück                                                  | | |                                                 |            | 48.407232 8.009291  |            |
| Wolfsweg                          | | | |                                                 |            | 48.412828 8.017879  |            |
| Zieglerweg                        | Der Name geht auf eine ehemalige Backsteinfabrik in der Nähe zurück                                | | |                                                 |            | 48.414191 8.007931  |            |
| Bermersbach                       | | | |                                                 |            |                     |            |
| Am Eckle                          | | | Stichstraße abzweigend von Fußbach |                                                 |            | 48.363985 8.016036  |            |
| Am Kapellenberg                   | | | Stichstraße abzweigend von Bermersbach |                                                 |            | 48.385813 7.990655  |            |
| Am Silbersgraben                  | | | Stichstraße abzweigend von Fußbach |                                                 |            | 48.364529 8.009098  |            |
| Auf der Hub                       | Der Name geht auf den Flurnamen „Auf der Hub“ zurück                                               | | Stichstraße der Ziegelwaldeckstraße | 1 und 2                                         |            | 48.40122 8.001499   |            |
| Baumgarten                        | Der Name geht auf den Flurnamen „Baumgarten“ zurück                                                | | Verbindet Fußbach zur K5333 |                                                 |            | 48.36388 8.017053   |            |
| Bermersbach                       | | | |                                                 |            | 48.388157 7.993637  |            |
| Brandenhof                        | Benannt nach dem am Ende der Straße liegenden Hof                                                  | | Stichstraße abzweigend von Fußbach | 1                                               |            | 48.358812 8.005831  |            |
| Fußbach                           | | | |                                                 |            | 48.363912 8.011415  |            |
| Gehren                            | Benannt nach dem am Ende der Straße liegenden Hof                                                  | | Stichstraße am Ende von Fußbach | 1 bis 3                                         |            | 48.361924 7.996309  |            |
| Hausmatt                          | Der Name geht auf den Flurnamen „Hausmatt“ zurück                                                  | | |                                                 |            | 48.386397 7.993873  |            |
| In den Wiesen                     | | | |                                                 |            | 48.364791 8.020116  |            |
| Streuobstgarten                   | | | | 1                                               |            | 48.387348 8.019885  |            |
| Strohbach                         | | | |                                                 |            | 48.385599 8.010857  |            |
| Strohhof                          | Benannt nach dem am Ende der Straße liegenden Hof                                                  | | Stichstraße abzweigend von Strohbach | 1                                               |            | 48.381388 8.00943   |            |
| Wingerbach                        | | | |                                                 |            | 48.394968 7.990676  |            |
| Ziegelwaldeckstraße               | Nach dem naheliegenden „Ziegelwald“ benannt                                                        | | |                                                 |            | 48.399876 7.999474  |            |
| Reichenbach                       | | | |                                                 |            |                     |            |
| Ahornstraße                       | | | |                                                 |            | 48.416189 8.005214  |            |
| Allmend                           | Der Begriff bezieht sich auf Almende und ist eine Form gemeinschaftlichen Eigentums                | | Stichstraße von Alte Landstraße | 1 bis 3, 5, 6, 7, 9, 11, 13, 15, 17, 19, 21, 23 |            | 48.41488 8.000025   |            |
| Alte Landstraße                   | | | | 1 bis 8, 15, 17, 19                             |            | 48.41814 7.999147   |            |
| Am Amselberg                      | Der Name geht auf den Flurnamen „Am Amselberg“ zurück                                              | Liegt auf den Gemarkungen Gengenbach und Reichenbach                                                                         | |                                                 |            | 48.415979 8.007901  |            |
| Am Buchrain                       | Der Name stammt vom nahegelegenen Waldgebiet „Buchrain“                                            | | Verläuft im Bogen vom unteren Teil der Steingasse und der Schulstraße zum oberen Teil und zur Schwandeckstraße |                                                 |            | 48.426979 8.016093  |            |
| Am Knotzbühl                      | Der Name geht auf den Flurnamen „Der Knotzbühl“ zurück                                             | | Stichstraße des Schwärzenbachs |                                                 |            | 48.430162 8.021484  |            |
| Am Wolfshag                       | Der Name geht auf den Flurnamen „Am Wolfshag“ zurück                                               | | Zwei Stichstraßen vom Reichenbachtal | 1 bis 8, 10, 12                                 |            | 48.428181 8.014116  |            |
| Birkenstraße                      | | | Stichstraße der Ahornstraße |                                                 |            | 48.416499 8.006667  |            |
| Breslauer Straße                  | Name kommt von der heute polnischen Stadt Breslau                                                  | Liegt auf den Gemarkungen Gengenbach und Reichenbach                                                                         | |                                                 |            | 48.414722 8.00748   |            |
| Drosselweg                        | | | Stichstraße der Birkenstraße |                                                 |            | 48.416748 8.006576  |            |
| Eichbergblick                     | Name stammt vom gegenüberliegenden Berg                                                            | | Stichstraße der Mühlmatt |                                                 |            | 48.428371 8.018888  |            |
| Haigerach                         | Benannt nach dem gleichnamigen Zufluss der Kinzig                                                  | | |                                                 |            | 48.416541 8.042818  |            |
| Herbstweg                         | | | Stichstraße von Am Amselberg |                                                 |            | 48.416189 8.010825  |            |
| Hubstraße                         | Der Name stammt vom Flurnamen „Auf der Hub“                                                        | | |                                                 |            | 48.425876 8.011914  |            |
| In der Bösch                      | | | Verbindet Landstraße mit Lindenstraße |                                                 |            | 48.415779 8.004372  |            |
| In der Spöcke                     | Der Name stammt vom Flurnamen „In der Spöcke“                                                      | | |                                                 |            | 48.416417 8.002312  |            |
| Kaiserstraße                      | | | Stichstraße der L99 |                                                 |            | 48.419098 7.996824  |            |
| Kastanienweg                      | | | Stichstraße von Vogelsang |                                                 |            | 48.41594 8.011265   |            |
| Kinzigpark                        | Benannt nach der parallelverlaufenden Kinzig                                                       | Liegt auf den Gemarkungen Gengenbach und Reichenbach                                                                         | Stichstraße der Nordspange |                                                 |            | 48.411101 7.999564  |            |
| Landstraße                        | | | |                                                 |            | 48.415724 8.003476  |            |
| Lindenstraße                      | | | Verbindet Landstraße mit Am Amselberg |                                                 |            | 48.414989 8.004463  |            |
| Meisenweg                         | | | Stichstraße der Birkenstraße |                                                 |            | 48.416662 8.005659  |            |
| Mittelbach                        | Benannt nach dem gleichnamigen Zufluss des Reichenbachs                                            | | |                                                 |            | 48.440697 8.042754  |            |
| Mühlmatt                          | | | |                                                 |            | 48.429371 8.019322  |            |
| Pfaffenbach                       | Benannt nach dem gleichnamigen Zufluss der Haigerach                                               | | |                                                 |            | 48.412219 8.050565  |            |
| Reichenbachtal (-straße)          | | | |                                                 |            | 48.428229 8.015556  |            |
| Santis-Claus-Straße               | | | | 1 bis 7                                         |            | 48.426282 8.022455  |            |
| Schulstraße                       | In der Schulstraße liegt die Reichenbacher Grundschule                                             | | |                                                 |            | 48.427172 8.015272  |            |
| Schwalbenweg                      | | | Verbindet In der Bösch mit der Ahornstraße |                                                 |            | 48.416199 8.004779  |            |
| Schwandeckstraße                  | Der Name stammt vom Flurnamen „Schwandeck“ im Sondersbachtal                                       | | Stichstraße der Steingasse |                                                 |            | 48.427268 8.018201  |            |
| Schwärzenbach                     | Benannt nach dem gleichnamigen Zufluss des Reichenbachs                                            | | |                                                 |            | 48.438864 8.026403  |            |
| Sommerwald                        | Benannt nach dem angrenzenden Wald „Sommerwald“                                                    | | Stichstraße der Reichenbachtalstraße |                                                 |            | 48.424395 8.004291  |            |
| Sondersbach                       | Benannt nach dem gleichnamigen Zufluss des Reichenbachs                                            | | |                                                 |            | 48.428638 8.033699  |            |
| Steingasse                        | | | |                                                 |            | 48.427663 8.017066  |            |
| Traubenweg                        | | | Stichstraße von Am Amselberg |                                                 |            | 48.416335 8.010042  |            |
| Vogelsang                         | Der Name geht auf einen Rebenacker zurück, der Vogelsang genannt wurde                             | | Verbindungsstraße über den Wald zwischen Reichenbach und Gengenbach | 1, 3, 4 und 6                                   |            | 48.42028 8.017348   |            |
| Weinbergstraße                    | | | Stichstraße von Am Amselberg |                                                 |            | 48.41645 8.009267   |            |
| Wiesenstraße                      | | | |                                                 |            | 48.427125 8.014237  |            |
| Winzerweg                         | | | Stichstraße von Am Amselberg |                                                 |            | 48.41628 8.010439   |            |
| Schwaibach                        | | | |                                                 |            |                     |            |
| Am Schelmenbach                   | | | |                                                 |            | 48.381757 8.036022  |            |
| Am Stelzenberg                    | Der Name geht auf den Flurnamen „Am Stelzenberg“ zurück                                            | | Stichstraße der Koppenwaldstraße |                                                 |            | 48.383344 8.03938   |            |
| Auf der Bünd                      | | | Stichstraße der Straße Untere Reig |                                                 |            | 48.391623 8.036185  |            |
| Bollach                           | Der Name geht auf den Flurnamen „In der Bollach“ zurück                                            | | Zweigt von der Kinzigstraße rechts über die Kinzig ab |                                                 |            | 48.389698 8.032143  |            |
| Bergach                           | | | |                                                 |            | 48.381394 8.037604  |            |
| Brombeermatt                      | Der Name geht auf den Flurnamen „Brombeermatt“ zurück                                              | | Stichstraße der Koppenwaldstraße |                                                 |            | 48.382822 8.038259  |            |
| Dantersbach                       | Benannt nach dem gleichnamigen Zufluss der Kinzig                                                  | | |                                                 |            | 48.387294 8.041429  |            |
| Im Roßgraben                      | | | Stichstraße von Kinzigstraße |                                                 |            | 48.364691 8.034858  |            |
| Kinzigstraße                      | Benannt nach der parallel verlaufenden Kinzig                                                      | | |                                                 |            | 48.378324 8.032787  |            |
| Koppenwaldstraße                  | | | |                                                 |            | 48.381188 8.038811  |            |
| Oberer Hüttersbacher Weg          | | | Bildet mit dem Unteren Hüttersbacher Weg und einem Teil der Einachstraße einen Bogen |                                                 |            | 48.401792 8.036005  |            |
| Panoramaweg                       | | | Stichstraße der Koppenwaldstraße |                                                 |            | 48.380615 8.039605  |            |
| Schwaibachtal                     | Benannt nach dem gleichnamigen Zufluss der Kinzig                                                  | | |                                                 |            | 48.392847 8.040697  |            |
| Sommerhalde                       | | | Fortsetzung der Koppenwaldstraße |                                                 |            | 48.383561 8.040268  |            |
| Untere Reig                       | | | |                                                 |            | 48.391119 8.036161  |            |
| Unterer Hüttersbacher Weg         | | | Bildet mit dem Oberen Hüttersbacher Weg und einem Teil der Einachstraße einen Bogen |                                                 |            | 48.403508 8.035405  |            |
| Bundes-, Landes- und Kreisstraßen | | | |                                                 |            |                     |            |
| Bundesstraße 33                   | | | Verläuft ab Höhe der Ausfahrt „Berghaupten/Gengenbach Mitte“ bis auf Höhe des Pflegeheims in Fußbach auf Gengenbacher und Bermersbacher Gemarkung                                                                                        |                                                 |            | 48.398066 8.010546  |            |
| Landstraße 99                     | | | Verläuft ab der Gemarkungsgrenze von Ohlsbach und Reichenbach bis zur Strohbacher Kreuzung über Gengenbacher Stadtgebiet und umfasst Teile der Straßen „Alte Landstraße“, „Leutkirchstraße“, „Friedrichstraße“ und „Brückenhäuserstraße“ |                                                 |            | 48.407708 8.009967  |            |
| Kreisstraße 5333                  | | | Die K5333 führt vom Strohbacher Eck über Fußbach bis zur Biberacher Gemarkung |                                                 |            | 48.378423 8.024751  |            |
| Kreisstraße 5334                  | | | Die K5334 zweigt an der Reichenbacher Abzweigung von der L99 ab und führt 1,6 Kilometer bis zum Reichenbacher Rathaus |                                                 |            | 48.428229 8.015556  |            |
| Kreisstraße 5335                  | | | Die K5335 verläuft von Berghaupten über die „Berghauptener Straße“ bis zur L99 auf der „Brückenhäuserstraße“ |                                                 |            | 48.40031 8.011844   |            |
| Kreisstraße 5336                  | | | Die K5336 verläuft auf der „Einachstraße“ und der „Kinzigstraße“ von der L99 bis nach Biberach |                                                 |            | 48.378324 8.032787  |            |

## Weitere Infos
Eine geplante Straße in der Kinzigvorstadt soll „Sophie-Scholl-Straße“ heißen. Die Verbindungstraße zwischen der B33 und L99 in Gengenbach-Reichenbach wird "Nordspange" genannt.

## Alphabetische Liste
| A - Adlergasse - Ahornstraße (Reichenbach) - Allmend (Reichenbach) - Alte Landstraße (Reichenbach) - Alter Spitalweg - Am Amselberg (Gengenbach/Reichenbach) - Am Buchrain (Reichenbach) - Am Eckle (Bermersbach) - Am Erhard-Schrempp-Schulzentrum - Am Felseneck - Am Hofberg - Am Kapellenberg (Bermersbach) - Am Knotzbühl (Reichenbach) - Am Krähenäckerle - Am Nollenköpfle - Am Schelmenbach (Schwaibach) - Am Silbersgraben (Bermersbach) - Am Stelzenberg (Schwaibach) - Am Winzerkeller - Am Wolfshag (Reichenbach) - An der Schneckenmatt - Auf dem Abtsberg - Auf dem Bergle - Auf der Bünd (Schwaibach) - Auf der Hub (Bermersbach) B - Bahnhofstraße - Baumgarten (Bermersbach) - Benedikt-von-Nursia-Straße - Bergach (Schwaibach) - Berghauptener Straße - Bermersbach (Bermersbach) - Binzmattstraße - Birkenstraße (Reichenbach) - Blumenfeldstraße - Bollach (Schwaibach) - Brambachstraße - Brandenhof (Bermersbach) - Brenngässle - Breslauer Straße (Gengenbach/Reichenbach) - Brombeermatt (Schwaibach) - Brückenhäuserstraße - Bundesstraße 33 - Bürgermeister-Herb-Straße C - Carl-Isenmann-Straße D - Dantersbach (Schwaibach) - Drosselweg (Reichenbach) E - Eichbergblick (Reichenbach) - Einachstraße - Engelgasse - Eugen-Klaussner-Straße F - Feuergasse - Flößerstraße - Franz-Beer-Straße - Friedenstraße - Friedrichstraße - Fußbach (Bermersbach) |  | G - Gänsbühl - Gartenstraße - Gehren (Bermersbach) - Grabenstraße - Grimmelshausenstraße - Grünstraße H - Haigerach (Reichenbach) - Hansjakobstraße - Hauptstraße - Hausmatt (Bermersbach) - Herbstweg (Reichenbach) - Hinterdorfstraße - Höllengasse - Hubstraße (Reichenbach) I - Im Fischerfeld - Im Roßgraben (Schwaibach) - Im Sägegrün - In der Börsiglache - In der Bösch (Reichenbach) - In der Spöcke (Reichenbach) - In den Wiesen (Bermersbach) J - Johann-Peter-Hebel-Straße K - Kaiserstraße (Reichenbach) - Kastanienweg (Reichenbach) - Kinzigpark (Gengenbach/Reichenbach) - Kinzigstraße (Schwaibach) - Klosterstraße - Kolpingstraße - Koppenwaldstraße (Schwaibach) - Kreisstraße 5333 - Kreisstraße 5334 - Kreisstraße 5335 - Kreisstraße 5336 L - Lambert-von-Büren-Straße - Landstraße (Reichenbach) - Landstraße 99 - Leutkirchstraße - Lindenstraße (Reichenbach) - Ludwig-Auerbach-Straße M - Marie-Juchacz-Straße - Marta-Schanzenbach-Weg - Mattenhofweg - Meisenweg (Reichenbach) - Mercyscher Hof - Mittelbach (Reichenbach) - Mühlmatt (Reichenbach) N - Nollenstraße |  | O - Oberdorfstraße - Oberer Hüttersbacher Weg (Schwaibach) - Obernai-Platz - Otto-Ernst-Sutter-Weg P - Panoramaweg (Schwaibach) - Parkweg - Pfaffenbach (Reichenbach) - Pfarrer-Eberwein-Straße Q - Quintenzstraße R - Rebhalde - Reichenbachtal (Reichenbach) S - Santis-Claus-Straße (Reichenbach) - Scheffelstraße - Schillerstraße - Schulstraße (Reichenbach) - Schwaibachtal (Schwaibach) - Schwalbenweg (Reichenbach) - Schwandeckstraße (Reichenbach) - Schwärzenbach (Reichenbach) - Schwedenstraße - Siedlung - Sommerhalde (Schwaibach) - Sommerwald (Reichenbach) - Sondersbach (Reichenbach) - Steingasse (Reichenbach) - Streuobstgarten (Bermersbach) - Strohbach (Bermersbach) - Strohhof (Bermersbach) T - Traubenweg (Reichenbach) U - Untere Reig (Schwaibach) - Unterer Hüttersbacher Weg (Schwaibach) - Unteres Ziegelfeld V - Victor-Kretz-Straße - Vogelsang (Reichenbach) - Von-Bender-Straße W - Weiherfeldstraße - Weinbergstraße (Reichenbach) - Wiesenstraße (Reichenbach) - Wingerbach (Bermersbach) - Winzerweg (Reichenbach) - Wolfsweg Z - Ziegelwaldeckstraße (Bermersbach) - Zieglerweg |